# Chalcoscirtus glacialis sibiricus
Chalcoscirtus glacialis là một phân loài nhện trong họ Salticidae.
Loài này thuộc chi Chalcoscirtus. Chalcoscirtus glacialis sibiricus được Yuri M. Marusik miêu tả năm 1991.